# Paramethasone
Paramethasone là một glucocorticoid được fluor hóa với đặc tính chống viêm và ức chế miễn dịch.